# Stazione di Ferentino-Supino
La stazione di Ferentino-Supino è una stazione ferroviaria posta al km 77+277 della linea Roma-Napoli via Cassino. È gestita da RFI.

## Strutture e impianti
La stazione fu costruita nel contesto delle opere attinenti alla ferrovia, attivata nel 1862, e assunse in origine il solo nome di Ferentino; nel 1905, dietro richiesta del comune di Supino venne aggiunto il detto secondo nome.
Stazione di notevole importanza a livello locale, ha visto aumentare il suo bacino di utenza, in quanto oltre a servire la città di Ferentino, è posta in posizione strategica atta a servire l'ampia area industriale di Supino, Ferentino e Frosinone.
Nel 2017, dopo l'inclusione della stessa da parte di RFI nel progetto "500 Stazioni", sono iniziati i lavori di ampliamento e ammodernamento della struttura e della zona circostante con la creazione di parcheggi volti ad accogliere un numero maggiore di clientela.

## Servizi
La stazione offre i seguenti servizi:
- Biglietteria automatica[2]
- Sala d'attesa
- Servizi igienici

## Galleria d'immagini

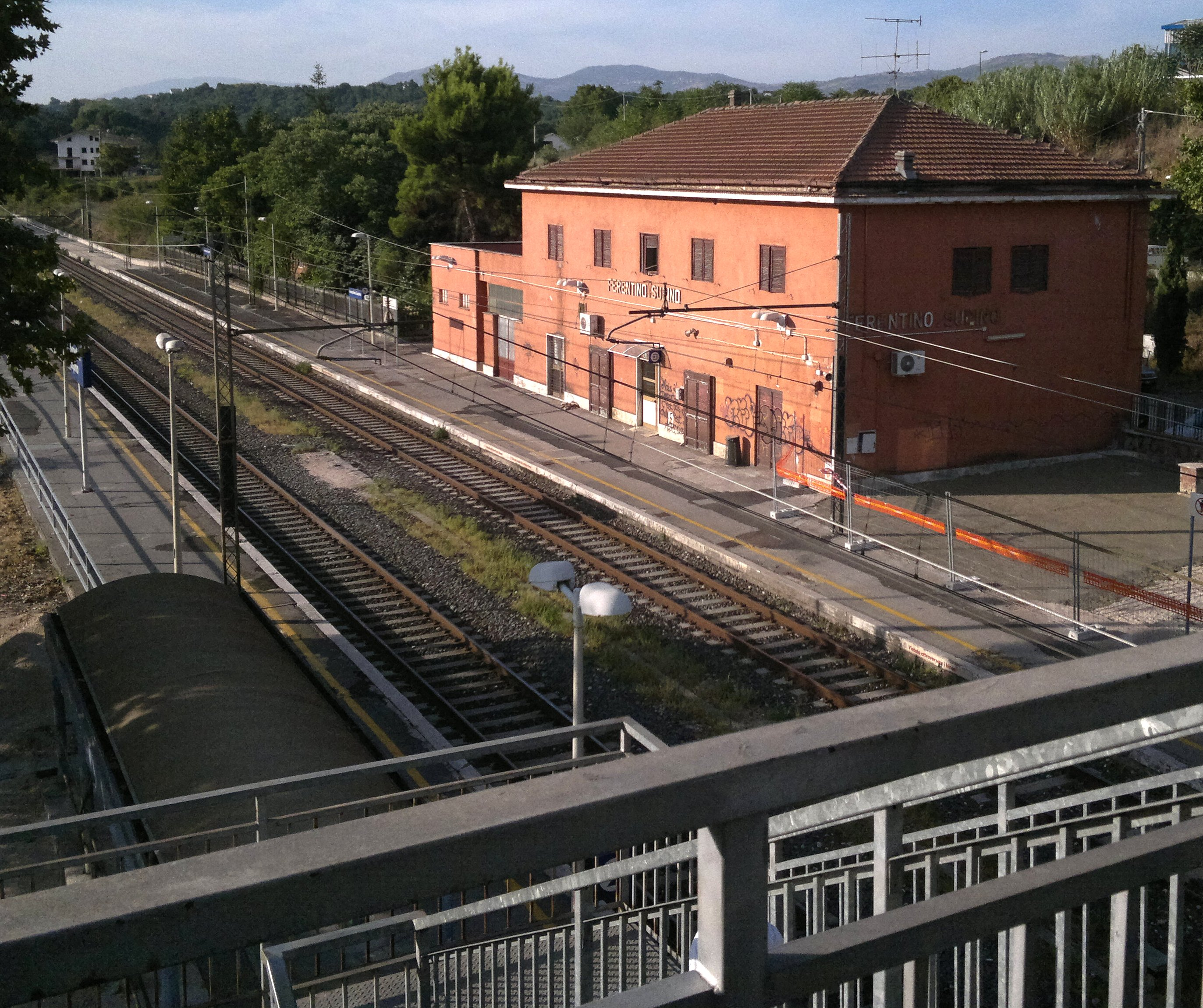
Stazione di Ferentino-Supino fino al 2017
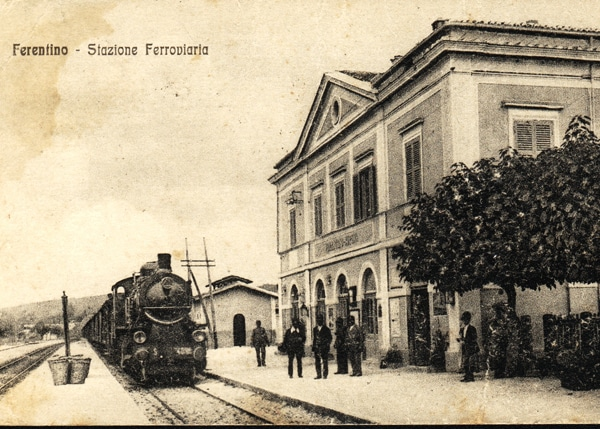
Stazione di Ferentino inizi '900